# Edward Helling
Edward Filip Hjalmar Helling, född den 8 juni 1878 i Vrena församling, Södermanlands län, död den 25 juni 1964 i Stockholm, var en svensk militär och förlagsman. Han var måg till Oscar Quensel.
Helling avlade officersexamen 1899. Han blev underlöjtnant vid Göta livgarde 1899 och löjtnant där 1904. Helling genomgick Krigshögskolan 1905–1907 och blev kapten 1915. Han var adjutant vid infanteriinspektionen 1916–1918 och hos kungen från 1917. Helling befordrades till major vid Upplands infanteriregemente 1923, på övergångsstat 1928, och till överstelöjtnant i armén 1933. Han var anställd i aktiebolaget Svensk litteratur 1929–1943 och i P.A. Norstedt & Söner 1944–1952. Helling blev riddare av Svärdsorden 1920 och av Nordstjärneorden 1929. Han vilar på Solna kyrkogård.